# Autrechêne
Autrechêne és un municipi francès, es troba al departament del Territori de Belfort i a la regió de Borgonya - Franc Comtat. L'any 1999 tenia 210 habitants.
El municipi va néixer l'any 1973 fruit de la fusió dels municipis d'Eschêne-Autrage i Rechotte.

## Geografia
El municipi està situat en una planura on serpenteja La Bourbeuse, petit riu resultant de la unió a Autrechêne mateix de La Madeleine i de la Saint-Nicolas.

## Toponímia
El nom d'Eschêne prové possiblement de la roureda on el poble va créixer, com ho fa pensar el nom (de Quercubus -els roures-) amb el qual el lloc era anomenat al 1105. Als documents en alemany de la dominació austríaca (segles XIV-XVII), s'utilitzà la forma Zur (der) Eichen, traduïble per Els roures, alternativament amb grafies Eych i Eychen (també en textos alemanys posteriors). La grafia del lloc ha tingut alguna vacil·lació: així, a Délibérations du Conseil général du territoire de Belfort (1875) s'usaren alternativament les accentuacions Eschène i d'Eschêne.
Pel lloc d'Autrage també s'ha emprat la forma alemanya Atrey.
La denominació d'Autrechêne es formà per la conjunció parcial dels noms dels tres llogarets que l'integraren quan es constituí: AUTrage, RECHotte i EsCHÊNE.

## Història

### Eschêne i Autrage
L'esment més antic a Eschêne apareix a la carta de dotació per a la creació del priorat de Froidefontaine del 1105. Ermentruda de Borgonya, vídua de Thierry I, comte de Montbéliard, feu donació a l'abadia de Cluny el 8 de març del 1105 de les seves possessions a la zona de Froidefontaine a fí que s'hi fundés un priorat, i el dotà amb el domini i la parròquia de Grosne, que aleshores cobria un extens territori amb els llocs de Vellescot, Boron, Brebotte, Eschêne, Recouvrance, Normanvillars (desaparegut, a l'actual terme de Florimont) i l'església (en el present, poble) de Petit-Croix.
El nom d'Autrage és documentat ja al 1345, quan pertanyia a la parròquia de Novillard. Més endavant, al 1478, el feu d'Eschêne i d'Autrage fou investit a Frédéric, senyor de Montreux; fins al 1630 (pel cap baix), aquest feu passà per herència a les famílies Hattstatt (1520) i Montjoie (1555). Sembla que al segle xvii ambdós llocs depenien de les parròquies de Froidefontaine i Novillard.
Anecdòticament, a la primavera del 1858 l'alcalde de d'Eschêne decidí aterrar un roure gegantí que hom catalogaria avui com a arbre històric, i que constituïa una curiositat pels visitants que venien d'arreu per veure'l, ensems que un orgull pels habitants del lloc. Feia 19,4 metres d'alt i 5 de diàmetre, i hom el remuntava a l'època de les invasions bàrbares. El brancam en fou venut amb benefici.

### Rechotte
El poble nasqué al voltant del segle xii, en una clariana que havia format part dels dominis del priorat de Froidefontaine; del 1347 es documenta el nom de Rechiote, i del 1534 el de Rechifontaine. Entre 1345 i 1534 la família de Tavanne, i des d'aleshores, i fins al 1581 (pel cap baix), la família Reinach/Reynach tingueren el feu de Rechotte. Posteriorment, depengué de l'ajuntament i la parròquia de Novillars.
A l'edat mitjana (1307), Eschêne, Autrage i Rechotte, adscrits al municipi de Novillard, estigueren subjectes al prebostat d'Angeot, un dels districtes de la senyoria de Belfort. Amb la Revolució Francesa, els territoris de Rechotte, per una banda, i Autrage-Eschêne, per l'altre, deixaren de dependre administrativament de la parròquia de Novillard i assoliren la independència municipal. Rechotte, situat gairebé com un enclavament al territori d'Eschêne-Autrage s'integrà amb aquests el 1972 en formar-se la nova comuna d'Autrechêne.

### Autrechêne
Autrechêne es constituí com a comuna el 1972, amb efectes a l'1 de gener següent, de resultes de la unió administrativa d'Eschene-Autrage i Rechotte per constituir el nou terme.

## Demografia
Demografia moderna
| 123 | 146 | 154 | 210 | 275 | 294 | 287 | 282 |

Demografia antiga
| 28 | 172 | 130 | 124 | 97 | 76 | 66 | 59 |

| 60 | 68 | 70 | 77 | 79 | 61 | 36 | 40 |

Evolució demogràfica moderna

Fonts: Révue d'Alsace (1871), Base de dades Cassini i Délibérations du Conseil général du territoire de Belfort (1875)

## Administració i política

### Batlles

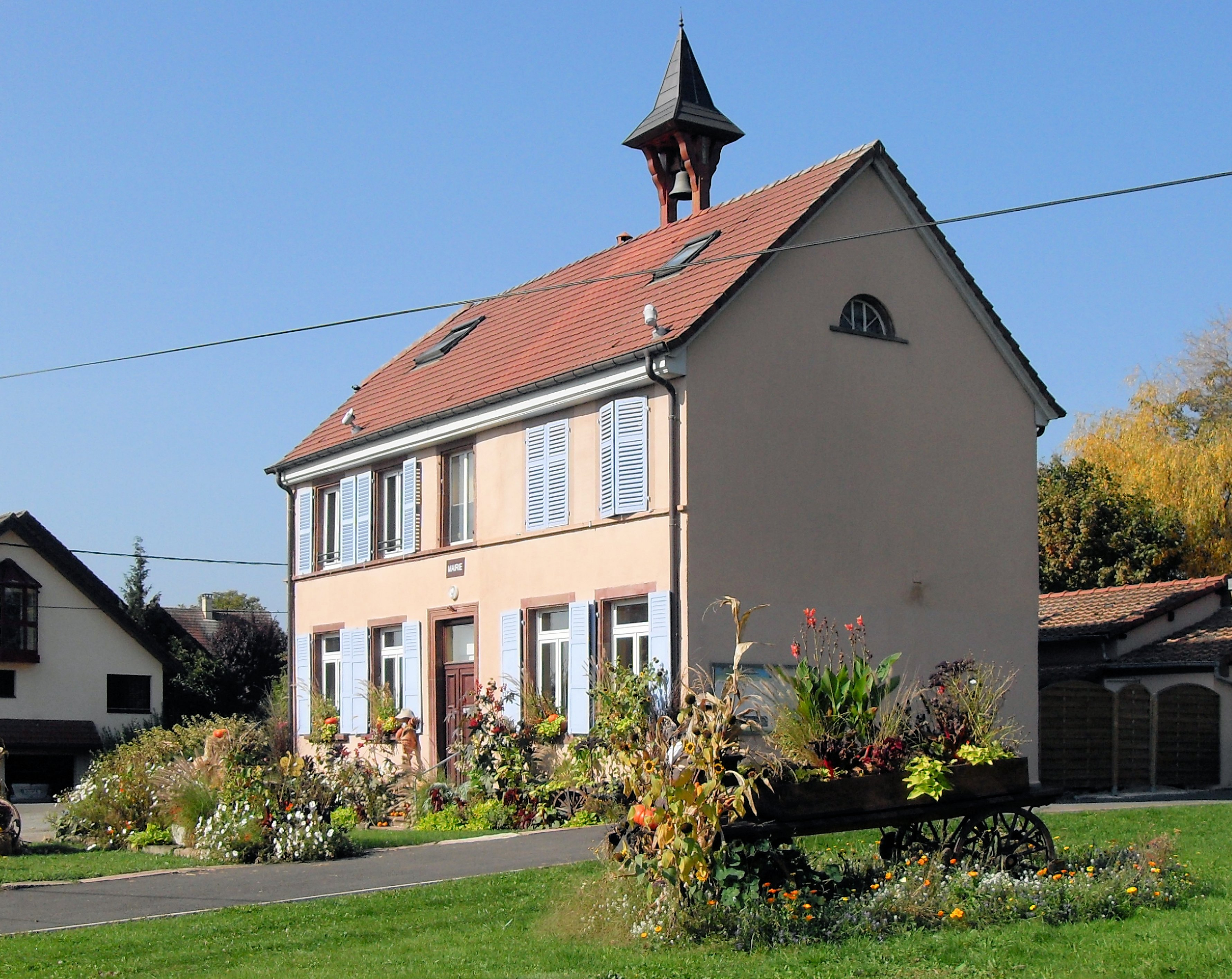
Ajuntament d'Autrechêne

| Alcalde             | Període                       | Municipi                     |
| ------------------- | ----------------------------- | ---------------------------- |
| Richard Bourquardey | (-1507)                       | Autrage                      |
| Hantz Célestin      | (1888)                        | Autrage-Eschêne              |
| Courtot             | (1889, 1891, 1897)            | Rechotte                     |
| Raymond Monnier     | (1949) - 1979                 | Autrage-Eschêne / Autrechêne |
| Pierre Rey          | Març del 2001 - Moment actual | Autrechêne                   |